# オルスク市電
オルスク市電（ロシア語: Орский трамвай）は、ロシア連邦の都市・オルスク市内に存在する路面電車。2021年現在はオルスク市が所有する単一企業体のオルスクゴルトランス（МУП "ОРСКГОРТРАНС"）による運営が行われている。

## 歴史
オルスク市内に路面電車を建設する計画は1930年代初頭に立ち上げられ、1940年から建設が開始された。だが、第二次世界大戦（大祖国戦争）の影響により工事は中断を余儀なくされ、終戦後の1945年から再開された。そして1948年12月5日、クイビシェフ（現：サマーラ）の路面電車から譲渡された車両を用い、オルスク市電は営業運転を開始した。以降、路面電車網はソビエト連邦（ソ連）時代を通して急速に拡大し、その実績から当時の運営組織は名誉記章勲章を受章した。
ペレストロイカやソビエト連邦の崩壊以降は経済情勢の変化により厳しい状況に置かれているものの、1985年の開通以降孤立した路線となっていたOZTP集落（поселке ОЗТП）の路線と都市間路線の接続が2008年に実施されるなど、オルスク市は今後も路面電車を都市における信頼度が高い交通機関として位置付ける旨を発表している。ただし、このOZTP集落方面の路線であった5号線については利用客の大幅な減少もあり運行区間の縮小を経て2020年をもって廃止されている他、後述の通り他の系統についても運行本数の削減が行われている。

## 運行
2021年現在、オルスク市電は以下の系統で運行されている。新型コロナウイルス感染症（COVID-19）の影響もあり利用客の減少が続いている事から、最新のダイヤ改正（2021年1月）では日中の時間帯を中心とした本数の削減が実施されている。
| 系統番号 | 起点          | 終点                | 備考・参考                                            |
| -------- | ------------- | ------------------- | ----------------------------------------------------- |
| 1        | ст. Никель    | 240 квартал         |                                                       |
| 2        | ст. Никель    | ЦМК-ЮУМЗ            |                                                       |
| 3        | ст. Орск      | микрорайон 3С       |                                                       |
| 5A       | 240 квартал   | Краснознамённая ул. | 平日9時 - 15時の間は240 квартал - просп. Мира間を走行 |
| 7        | 240-й квартал | ЦМК-ЮУМЗ            | 平日のラッシュ時のみ運行                              |
| 8        | Микрорайон 3С | ЦМК-ЮУМЗ            | 平日のラッシュ時のみ運行                              |

## 車両
2021年現在、オルスク市電に在籍する車両は以下の通り。開通時は2軸車が使用されていた。
| 車両形式 | 車両形式 | 両数 (2021年現在) | 備考・参考                                |
| -------- | -------- | ----------------- | ----------------------------------------- |
| 71-605   | 71-605   | 44両              |                                           |
| 71-605   | 71-605A  | 3両               |                                           |
| 71-605   | 更新車両 | 3両               | [ 5 ]                                     |
| 71-608   | 71-608KM | 12両              | 6両はモスクワ市電からの譲渡車両           |
| 71-134   | 71-134A  | 2両               | モスクワ市電からの譲渡車両 全車運用離脱中 |

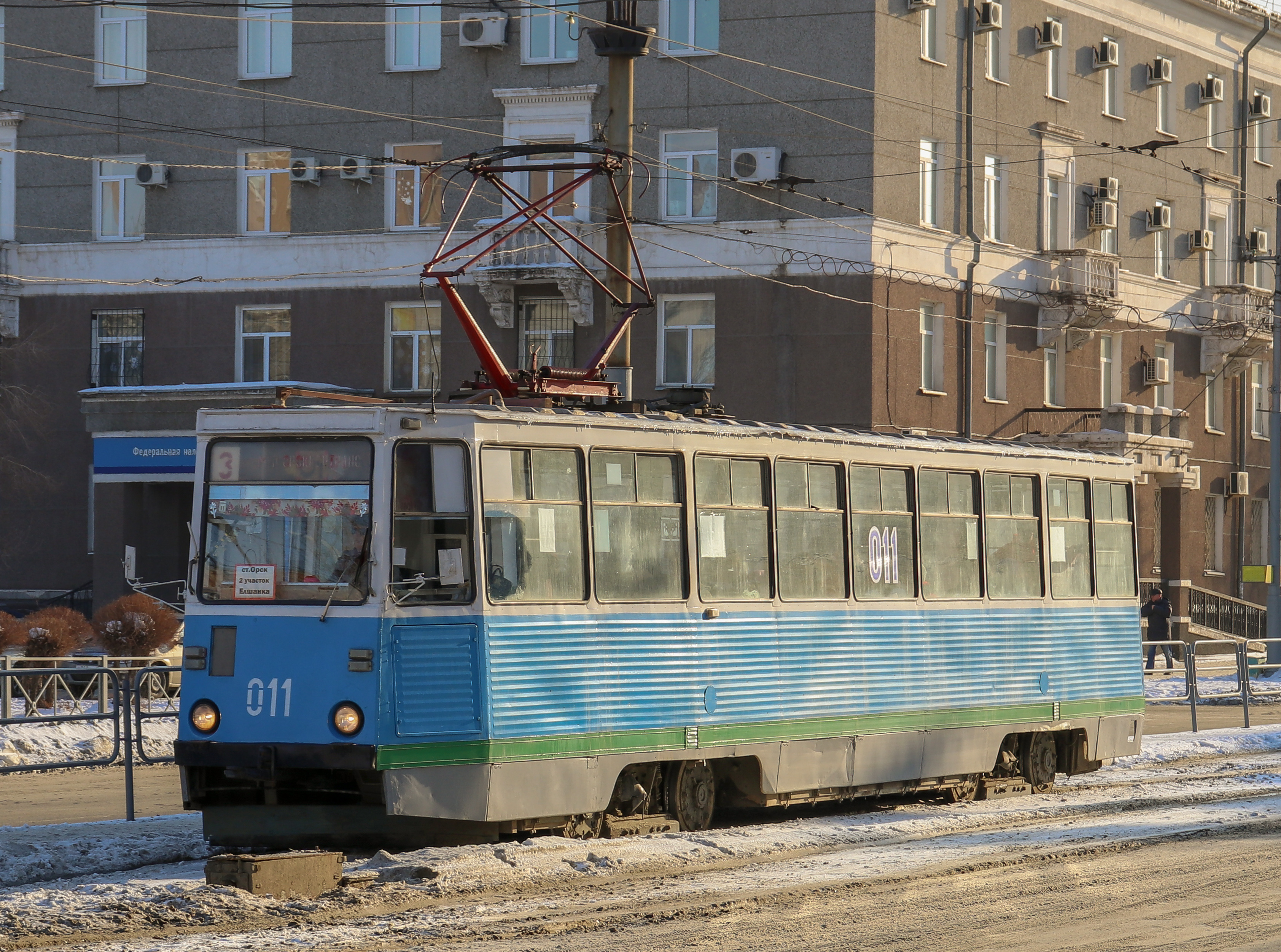
71-605（2020年撮影）